# Paradoxo do hedonismo
O paradoxo do hedonismo, também conhecido como o paradoxo do prazer, é a ideia segundo a qual o prazer e a felicidade não podem ser obtidos diretamente, apenas indiretamente.
Vários autores afirmaram, cada um a seu modo, que fracassamos na obtenção do prazer e da felicidade quando os procuramos deliberadamente. Para os hedonistas, a busca constante por prazer pode não levar ao prazer ou a felicidade real, seja a longo ou curto prazo, pois o processo consciente de buscar prazer interfere na possibilidade de experiência prazerosa em si. O filósofo utilitarista Henry Sidgwick foi o primeiro a observar em The Methods of Ethics que o paradoxo do hedonismo é que o prazer não pode ser adquirido diretamente. Variações sobre este tema aparecem nos domínios da filosofia, psicologia e economia.

## Visão geral
Costuma-se dizer que falhamos em obter prazeres se os procuramos deliberadamente. Isso foi descrito de várias maneiras, por muitos:
- O filósofo Henry Sidgwick:

" ... entretanto eu não concluirei a partir disto que a busca pelo prazer seja necessariamente autodestrutiva e fútil; mas apenas que o princípio do Hedonismo Egoísta, quando aplicado com o devido conhecimento das leis da natureza humana, é, na prática, autolimitador; ou seja, que um método racional de atingir o seu objetivo requer que, em certa medida, o coloquemos fora de vista e não apontemos diretamente a ele."
- O filósofo e economista John Stuart Mill, em sua autobiografia:

"Mas eu então pensei que esse fim [a felicidade] só poderia ser atingido se não fosse colocado como o fim direto. Só são felizes (pensei) aqueles que têm suas mentes focadas em outro objeto que não a sua própria felicidade. [...] Mirando assim em outra coisa, acabam encontrando a felicidade pelo caminho [...] Pergunte a si mesmo se é feliz e deixará de sê-lo."
- Viktor Frankl em Em busca de sentido:

A felicidade não pode ser perseguida; deve ocorrer, e só o faz como efeito colateral não intencional da dedicação pessoal de alguém a uma causa maior do que ele mesmo ou como subproduto de sua rendição a uma pessoa diferente de si mesmo.
Quanto mais um homem tenta demonstrar sua potência sexual ou uma mulher sua capacidade de experimentar o orgasmo, menos eles conseguem. O prazer é, e deve permanecer, um efeito colateral ou subproduto, e é destruído e estragado na medida em que se torna um objetivo em si mesmo. 
- Filósofo Friedrich Nietzsche em O Anticristo (1895) e A Vontade de Poder (1901) :

O que é bom? Tudo o que aumenta o sentimento de poder no homem, a vontade de poder, o próprio poder.
O que é ruim? Tudo o que nasce da fraqueza.

O que é felicidade? A sensação de que o poder aumenta - de que uma resistência é superada.[carece de fontes?] 
[...] é significativamente esclarecedor substituir a 'felicidade' individual (pela qual todo ser vivo deve lutar) poder [...] alegria é apenas um sintoma do sentimento de poder alcançado [...] (não se busca a alegria [...] a alegria acompanha; a alegria não move) 
- O psicólogo Alfred Adler em The Neurotic Constitution (1912):

A "vontade de poder" de Nietzsche abrange muitas de nossas visões, que novamente se assemelham em alguns aspectos às visões de Féré e dos escritores mais antigos, segundo os quais a sensação de prazer se origina em um sentimento de poder, o de dor em um sentimento de fraqueza. 
- O filósofo Søren Kierkegaard em "Ou isso, ou aquilo: um fragmento de vida":

"A maioria das pessoas persegue o prazer com tanto afã que o acaba deixando rapidamente para trás."
- O político William Bennett:

"A felicidade é como um gato, se tentar persuadi-lo a vir até você, ele o evitará; nunca virá. Mas se não prestar atenção nele e se ocupar da sua vida, encontra-lo-á a se esfregar em suas pernas e a pular em seu colo."
- O romancista João Guimarães Rosa:

"Felicidade se acha é só em horinhas de descuido..."
- O poeta Fernando Pessoa, pelo heterônimo Alberto Caeiro, em seu poema "O Guardador de Rebanhos":

"Como um ruído de chocalhos

Para além da curva da estrada,

Os meus pensamentos são contentes.

Só tenho pena de saber que eles são contentes,

Porque, se o não soubesse,

Em vez de serem contentes e tristes,

Seriam alegres e contentes."
- O compositor Gilberto Gil, em sua canção "Barato Total":

"Quando a gente tá contente

Nem pensar que está contente

Nem pensar que está contente a gente quer

Nem pensar a gente quer, a gente quer

A gente quer, a gente quer é viver."
- A escritora Ivana Arruda Leite, em seu conto "Rondó".[8]